# Astiphromma varipes
Astiphromma varipes là một loài tò vò trong họ Ichneumonidae.